# شهرستان شینگوو
شهرستان شینگوو (به لاتین: Xingguo County) یک شهرستان‌های جمهوری خلق چین در چین است که در گانژوو واقع شده‌است. شهرستان شینگوو ۳٬۲۱۴٫۴۶ کیلومتر مربع مساحت و ۷۱۹٬۸۳۰ نفر جمعیت دارد.